# Blouin Corp
Pour les articles homonymes, voir Blouin.
Blouin Corp est un groupe international de magazines d'art, de sites web et d'éditions fondé en 2003 par Louise Blouin, éditrice de magazines et philanthrope québécoise. Elle est également présidente de la Louise T Blouin Foundation. 
Le groupe est actif dans les univers de l'art et du luxe englobant des magazines, Blouin Art+Auction, Blouin Modern Painters, Blouin Lifestyle, des sites web Blouinartinfo.com, Blouin News, un journal dédié aux foires et évènements culturels, Blouinartinfo Newspaper, un guide de musées et galeries, Blouin Gallery Guide. Blouin Corp possède également Somogy, une maison d'édition française spécialisée dans les livres d'art, et les bases de données Art Sales Index et Gordon. 

## Objectifs et historique
Le groupe se donne pour mission principale de fournir un accès au monde de l’art et de la culture grâce à tous les supports médias presse et numériques, mais également des événements, des partenariats et le « Blouin Creative Leadership Summit » qui se tient à New York chaque année aux côtés du partenaire officiel, les Nations unies. 
Le groupe Blouin Corp a connu des défections dans son comité de direction au début des années 2010. Il semble confronté à des différends avec ces anciens dirigeants, selon le New York Post. Il est accusé également, toujours selon le New York Post, de faire appel à des pigistes, en Inde en particulier, et de mettre fin brutalement à ces collaborations sans les rétribuer totalement,. 
En 2016, le nom de Louise T. Blouin apparaît lors des allégations autour de l'affaire des Panama Papers. Selon Metronews, qui rapporte les éléments d'une investigation menée par deux associations de journalistes, son « empire » comprendrait cinq sociétés extraterritoriales inscrites dans les îles Vierges britanniques.

## Publications

### Numérique
Le site web artinfo.com, lancé en 2005, et renommé Blouinartinfo.com, couvre en continu l’information du monde de l’art et de la culture (art visuels, architecture & design, art du spectacle, lifestyle, voyage et évènements).
Ce site a 21 éditions internationales,,, chaque édition employant la langue du pays auquel elle est destinée..
Le site contient Blouin Art Sale Index, une base de données du prix de l’art comportant plus de 5,5 millions de lots. Elle propose aux collectionneurs et professionnels du marché de l’art, la collection la plus complète des ventes aux enchères depuis 1922. Louise Blouin a créé également Blouin News, site d’actualités mettant en avant les sujets mondiaux sur la politique, l’économie, la science et la technologie.

### Magazines et journal
Ce groupe publie notamment le titre Blouin Gallery Guide, le magazine mensuel Blouin Modern Painters, et le magazine mensuel Blouin Art+Auction, racheté à LVMH.
Créé dans les années 1970, Blouin Gallery Guide est un guide mensuel distribué gratuitement dans les musées et galeries des États-Unis. Il répertorie les évènements d’art et les expositions du mois en cours. Gallery Guide est consultable sur le site web Blouinartinfo.com, avec un contenu publié par des galeries et des organisations d’art du monde entier (évènements, biographies d’artistes). 
Blouin Art+Auction est un magazine d'art mensuel, sorti en 1979. Il est destiné aux collectionneurs d'art. Le magazine contient des reportages d’art, des interviews de collectionneurs, d’avis et rapports de ventes, calendrier des évènements d’art à venir, les tendances du marché de l’art. 
Blouin Modern Painters est un magazine d’art contemporain mensuel destiné aux passionnés d’art contemporain. Blouin Corp est le troisième propriétaire de la revue, qui a été lancé en Angleterre en 1987 par le critique d'art Peter Fuller. Le magazine est une source pour l'analyse de l'art contemporain (peinture, sculpture, photographie, cinéma, architecture et design). 
Blouin Lifestyle, sorti en 2013 en Asie et en 2014 à l’international, est un magazine mensuel faisant le lien entre l’art et le luxe. Il est destiné aux acheteurs et collectionneurs d'art, de bijoux, de mode, de voitures automobiles, de montres et de vins et spiritueux. En plus des kiosques, Blouin Lifestyle est distribué dans les maisons de ventes aux enchères et les hôtels 5 étoiles. 
Ces trois publications sont disponibles en version papier et numérique.
Blouinartinfo Newspaper est un journal mensuel dédié aux foires internationales d'art et aux grands événements culturels. Il existe en trois éditions : États-Unis, Asie et Europe. Il vise des collectionneurs d'art et de design ou encore des amateurs d'art et de culture.

### Livres d'art
Les éditions Somogy ont été fondées par Aimery Somogy en 1937. Ces 25 dernières années, Somogy s’est spécialisé dans la publication de beaux livres en partenariat avec des musées, galeries, et institutions culturelles. En 2004, Somogy est entré au sein du groupe Blouin Corp.

### Événements
Le Blouin Creative Leadership Summit est un lieu d’échange organisé par la Louise Blouin Foundation en partenariat avec les Nations Unies. Le sommet rassemble des chefs d'État, lauréats du prix Nobel, grands patrons, artistes, et leaders dans les domaines de la science, la technologie, la culture, les affaires et la politique. . 
Le Prix de la Fondation Louise Blouin honore les personnes qui ont eu un impact positif à l'échelle mondiale. En 2015, les lauréats ont été M. Okwui Enwezor, Directeur de Haus der Kunst à Munich en Allemagne ; Mme Zaha Hadid, Architecte ; Dr Hugh Herr, Professeur agrégé des arts médiatiques et des sciences ; Dr Thomas J. Sargent, Professeur d'économie et d'affaires, Stern School of Business, Université de New York et lauréat du prix Nobel d'économie.